# Glenn Hartranft
Glenn Hartranft (Aberdeen, 3 de diciembre de 1901-San Diego, 12 de agosto de 1970) fue un atleta estadounidense, especialista en la prueba de lanzamiento de peso en la que llegó a ser subcampeón olímpico en 1924.

## Carrera deportiva
En los JJ. OO. de París 1924 ganó la medalla de plata en el lanzamiento de peso, llegando hasta los 14.895 metros, siendo superado por su compatriota Clarence Houser (oro) y por delante de otro estadounidense Ralph Hills (bronce con 14.64 metros).